# José Ferreira Franco
José Ferreira Franco (Recife, 18 november 1934 - Olinda, 25 juli 2009) was een Braziliaanse voetballer, beter bekend onder zijn spelersnaam Zequinha.

## Biografie
Hij begon zijn carrière bij Auto Esporte en maakte datzelfde jaar nog de overstap naar Santa Cruz, een van de drie grote clubs uit Recife, waarmee hij in 1957 het Campeonato Pernambucano won. Van 1958 tot 1968 speelde hij voor Palmeiras en werd in 1965 kort uitgeleend aan Fluminense. Met Palmeiras won hij drie keer het Campeonato Paulista, drie keer de landstitel en één keer het Torneio Rio-São Paulo. In 1968 ging hij nog voor twee jaar naar Atlético Paranaense en in 1970 naar Náutico.
Zequinha speelde 16 wedstrijden voor het nationale elftal en maakte deel uit van de selectie die het WK 1962 won, hoewel hij niet speelde op het WK.
1 Gilmar ·
2 Djalma Santos ·
3 Mauro Ramos  ·
4 Zito ·
5 Zózimo ·
6 Nílton Santos ·
7 Garrincha ·
8 Didi ·
9 Coutinho ·
10 Pelé ·
11 Pepe ·
12 Jair Marinho ·
13 Bellini ·
14 Jurandir ·
15 Altair ·
16 Zequinha ·
17 Mengálvio ·
18 Jair ·
19 Vavá ·
20 Amarildo ·
21 Zagallo ·
22 Castilho ·
Coach: Moreira